# Compatible PC
Pour les articles homonymes, voir PC.
Ne doit pas être confondu avec Ordinateur personnel.
Un compatible PC est un ordinateur compatible avec la gamme d'ordinateurs personnels issue de l'IBM PC, apparu en 1981. En 2012, presque tous les ordinateurs personnels à clavier physique et/ou de bureau sont des compatibles PC. Ils sont basés sur les microprocesseurs de la famille x86 inventée par Intel. Les systèmes d'exploitation MS-DOS, Windows, OS/2 et Linux ont notamment été créés pour les compatibles PC. Mac OS X a été également porté sur cette architecture depuis le passage d'Apple à des processeurs Intel en 2006.

## Origines
Au début des années 1980, un compatible PC était une machine se comportant comme un IBM PC (PC pour Personal Computer, littéralement « ordinateur individuel ») produit par IBM en 1981. On utilise alors le sigle PC par opposition aux autres ordinateurs personnels qui ne sont pas compatibles avec ce premier PC : Apple, Macintosh, Atari ST, Amiga, Commodore 64, Thomson, Amstrad, Sinclair, TRS-80, etc. Ainsi, la catégorie des ordinateurs personnels nommés PC n'est qu'un sous-ensemble des ordinateurs personnels.
Les PC sont basés sur les microprocesseurs d'architecture x86 d'Intel. Ils ont été principalement utilisés avec le système d'exploitation DOS, puis Microsoft Windows. On parle aussi depuis la fin des années 1990[réf. nécessaire] de la plate-forme Wintel, en référence au couple Windows (pour le système d'exploitation) et Intel (pour la plateforme matérielle), les deux éléments les plus importants du marché des PC depuis cette époque. Toutefois, de nombreux systèmes d'exploitation sont ou ont été disponibles pour les PC : CP/M, Xenix, SCO Unix, OS/2, BSD, Linux, Solaris, Mac OS X, etc.
L'appellation PC est utilisée même en France, pays où pourtant le PC d'IBM avait été lancé sous le nom d'Ordinateur Personnel et non pas de Personal Computer, presque deux ans après sa sortie mondiale de 1981, en raison du volume de traduction à effectuer, puis des nombreuses corrections à apporter.

## Historique

### Premiers PC d'IBM
À l'origine, PC était le nom donné par IBM aux premiers micro-ordinateurs qu'elle commercialisa dès 1981 :
- en 1981 : l'IBM PC/G (5150) animé par le processeur Intel 8088 (variante moins chère du 8086) fréquence d'horloge 4,77 MHz. L'équipement de démarrage et de stockage était composé de 1 à 2 lecteur(s) de disquettes 5" 1/4 de 360 Ko;
- en 1983 : l'IBM PC/XT (5160), qui se voyait adjoindre en équipement de série un disque dur de 10 Mo et une carte de communication RS232. L'équipement d'archivage était composé de 1 à 2 lecteur(s) de disquettes 5" 1/4 de 360 Ko;
- en 1984 : l'IBM PC/AT (5170) avec le processeur Intel 80286. L'équipement d'archivage était composé de 1 à 2 lecteur(s) de disquettes 5" 1/4 de 360 Ko ou 1,2 Mo.

Pour des raisons de vitesse de développement, mais aussi de demande du marché pour des secondes sources, IBM avait préféré créer son PC en assemblant des composants standards de constructeurs différents, plutôt que créer les siens comme le faisaient ses concurrents et, comme il le faisait pour ses autres ordinateurs. C'est sur ordre direct du CEO, et le directeur du programme IBM PC a un accès direct au CEO vu l'importance stratégique,.

### Clones
Le BIOS équipant les PC d'IBM étant protégé, Compaq (premier fabricant de clones de l'IBM PC) a contourné le problème en chargeant une équipe d'informaticiens de développer un BIOS compatible par rétroingénierie, ce qui en définitive a permis d'obtenir un micro-ordinateur dit « compatible PC ». À terme, IBM ayant perdu tout pouvoir d'influence sur les compatibles PC, on les a plus simplement appelés PC. C'est un document publié chaque année par Intel et Microsoft[réf. nécessaire] qui définit quelle machine est ou n'est déjà plus un PC (un ordinateur qui n'a pas de prises USB, par exemple, n'est stricto sensu plus un PC au sens d'Intel et Microsoft à partir du moment où l'USB est devenu incontournable).
À l'origine, le système d'exploitation livré avec ces premières machines était soit :
- PC-DOS (Microsoft commercialisant, lui, le MS-DOS qui désignait juste deux fichiers vitaux sous un nom différent : IBMDOS.COM devenait MSDOS.SYS et IBMBIO.COM devenait IO.SYS) ;
- CP/M 86 de Digital Research ;
- le PC/IX, clone lent et sans protection mémoire hardware d'UNIX, vite abandonné.

### Les constructeurs de PC établissent leurs propres standards
En 1987, IBM tenta de changer cette architecture en créant les modèles IBM PS/2 munis d'un nouveau bus plus rapide, appelé MCA pour Micro Channel Architecture (ouverts, mais cette fois-ci contre paiement d'une licence), et fonctionnant soit sous DOS, soit avec son système d'exploitation OS/2. Le matériel restant toutefois très proche des PC, les PS/2 pouvaient fonctionner avec d'autres systèmes d'exploitation.
Les principaux constructeurs de PC, Compaq. Tandy, Hewlett-Packard, Olivetti, NEC, AT&T, Zenith Data Systems, décident de créer leurs propres standards pour continuer à produire des PC compatibles. En 1987, ils se regroupent au forum de l'industrie EISA (Extended Industry Standard Architecture).
L'architecture PC avait déjà créé un standard de fait, car elle avait été copiée par un grand nombre de constructeurs, et même améliorée sur quelques points (cartes graphiques Hercules et Ericsson). Seuls furent donc conservés du PS/2 par les autres constructeurs :
- les définitions d'écran VGA et XGA (bien qu'elles fussent très lentes sur un bus AT, rebaptisé en l'occurrence ISA) ;
- les disquettes 3,5 pouces 1,44 Mo, bien que Compaq n'y soit pas favorable et l'ait fait savoir ;
- le standard de connexion du clavier et de la souris (mini-DIN 9 broches, connu sous le nom de port PS/2) par opposition aux souris sur port série et aux claviers avec port « AT » (prise DIN standard).

Le bus devait toutefois être changé pour gérer de façon acceptable les nouvelles définitions d'écran. On essaya tour à tour le VESA Local Bus, lEISA, le PCI, qui fut un succès, lAGP, et enfin le PCI Express. Quant à la mémoire vive (RAM), elle résida non plus sur des cartes enfichées à même le bus, mais sur la carte-mère qui y accédait par un circuit dédié sans passer par le bus, idée déjà utilisée par Compaq avec l'architecture FLEX de son Deskpro386.
La compatibilité peut aussi être testée afin de déterminer le bon fonctionnement d'une application avec d'autres logiciels ou systèmes d'exploitation.

## Aujourd'hui
La grande force de l'architecture PC est que la concurrence joue à tous les niveaux : il existe plusieurs fabricants de microprocesseurs, de mémoire vive, de cartes mères, de cartes graphiques, de périphériques de stockage, etc. La compatibilité entre les composants étant souvent assurée, pour des composants d'une même époque. Il existe également plusieurs systèmes d'exploitation complémentaires : Microsoft Windows, Linux, FreeBSD, etc.
À l'inverse, le Macintosh (ou Mac) est une plateforme entièrement contrôlée par la société Apple. Il exista par le passé des clones de Macintosh, mais l'expérience fut de courte durée (1995 à 1997).
On parle parfois de « la plate-forme Wintel », pour un ordinateur fonctionnant avec un microprocesseur de la famille x86 d'Intel et utilisant un système d'exploitation Windows de chez Microsoft. Le terme PC désigne bien le matériel, mais la confusion entre PC et Windows reste encore aujourd'hui très courante, et cela malgré les versions modernes des distributions Linux, telles que Ubuntu ou Mageia, ainsi que le passage d'Apple à l'architecture x86.
Intel n'est pas le seul à fournir des microprocesseurs pour PC : AMD, Via et Transmeta produisent des microprocesseurs compatibles fonctionnellement (mais pas en brochage) avec ceux de la famille x86.
Au milieu des années 1990, le fondeur Cyrix proposait également des processeurs pour PC, mais ne s'est pas intéressé à l'implémentation d'un coprocesseur de calcul en virgule flottante (avec raison, techniquement, car même des produits graphiques comme CorelDraw n'en faisaient aucun usage). Sur le plan commercial, toutefois, cette lacune torpilla ses produits face au 80486 qui en était équipé en standard.
Le PC reste, depuis le milieu des années 1980, la machine grand public par excellence, les autres architectures demeurant grandement l'apanage d'applications particulières, notamment grâce à ou à cause de la domination du système d'exploitation Windows qui n'est, fait remarquable, adapté qu'à ce type de machine, et rarement mis en concurrence par l'acheteur. La principale alternative aux PC fut pendant longtemps l'ordinateur Macintosh de la société Apple. Mais depuis 2006, Apple vend ses ordinateurs munis de processeurs Intel, permettant l'installation de Windows en plus du système d'exploitation Mac OS X. En raison de ce fait, les Macintosh partagent la même architecture que tout autre ordinateur personnel, la différence restant le système d'exploitation. Ce fait n'est plus valable depuis fin 2020, au moment où Apple est passé à une architecture ARM avec le développement de leurs propres processeurs Apple Silicon M1, M2 et suivantes.
Les principaux systèmes d'exploitation adaptés à cette architecture sont Windows, Mac OS X (depuis 2006) et Linux (on peut aussi citer FreeBSD et Solaris). Dans le cas de Mac OS X, bien qu'il soit conçu pour l'architecture PC, sa licence d'utilisation limite son usage aux PC d'Apple.

### BIOS
Le BIOS permet principalement de régler certains paramètres système et de charger le système d'exploitation. Il est intégré au PC, et invisible de l'utilisateur, sauf si celui-ci intercepte au clavier la séquence de boot pour en examiner ou modifier les paramètres, par exemple pour démarrer sur un autre disque, optique ou magnétique. Les BIOS permettent parfois l'utilisation de la souris, alors que les premiers n'utilisaient que le clavier.

### Systèmes d'exploitation
Les systèmes d'exploitation font l'interface entre le PC (matériel) et les autres logiciels. Sur PC, peuvent tourner de très nombreux systèmes, directement ou par l'intermédiaire d'émulateur, notamment les suivants qui tournent directement :
- Windows ;
- Linux ;
- Mac OS X (depuis le passage en 2006 aux processeurs Intel des ordinateurs d'Apple) ;
- FreeBSD ;
- Solaris ;
- Hurd.

## Architecture

Vue éclatée d'un ordinateur personnel.

### Composants
L'architecture d'un PC est basée sur celle de Von Neumann, centrée sur le traitement des données, avec :
- Un système de traitement
  - Carte mère, microprocesseur (liste de microprocesseurs), chipset
- Des Bus de données
  - Bus : ISA, EISA, PCI, AGP, PCMCIA
  - Bus : SCSI, IDE, Serial ATA
- Des systèmes de stockage de données (pouvant aussi être vus comme des systèmes de sortie de données)
  - Mémoire réinscriptible
    - À accès direct
      - Mémoire vive (RAM)
      - Solid-state drive

    - À accès semi-séquentiel
      - Disquettes (3" 1/2, 5" 1/4)
      - CD-RW, DVD R/W
      - Disque dur
      - Mémoire flash
      - Clef USB

    - À accès séquentiel
      - Bandes magnétiques

  - Mémoire non effaçable (ROM)
    - PROM (EPROM)
    - CD-R, DVD-R ou DVD+R, Blu-ray
- Des systèmes d'entrée de données
  - Clavier, souris
  - Caméra numérique, appareil photo numérique, webcam, scanners
  - Carte son, microphone
- Des systèmes de sorties de données
  - Carte vidéo, moniteur, écran à cristaux liquides TFT, vidéoprojecteur
  - Imprimante, table traçante
  - Carte son, enceintes
  - Lecteur de musique numérique
- Des systèmes d'entrée et sorties de données
  - Internet, réseaux informatiques, Wi-Fi, serveur

### Liens entre les composants
Les composants sont liés entre eux par :
- des bus (communications internes au boîtier de l'ordinateur) ;
- des ports (communications externes au boîtier de l'ordinateur).

Les informations à transmettre sont de plusieurs types (son, vidéo, données, etc.) et proviennent de modules distincts de l'ordinateur. Afin d'éviter des erreurs de connexion (courts-circuits, perte de données), les câbles ont à leurs extrémités des connecteurs différents qui jouent le rôle de détrompeur.
De nos jours, il existe 5 ports informatiques de base :
- l'USB (communications de données) ;
- le port vidéo (données vidéo analogiques, pour les écrans CRT) ;
- le port vidéo numérique (données vidéos numériques, pour les écrans LCD) ;
- le jack 3,5 (son analogique, pour les enceintes) ;
- l'optique (son numérique, pour les enceintes numériques).

## Marché

### Ventes mondiales
Les ventes mondiales de compatibles PC (desktop et portables) n'ont cessé de croître depuis 1981 pour culminer en 2011 avec plus de 365 millions d'unités.
Ventes en milliers d'unités, :
- 1981 : 35
- 1982 : 240
- 1983 : 1 300
- 1984 : 2 000
- 1985 : 3 700
- 1986 : 5 020
- 1987 : 5 950
- 1988 : 11 900
- 1989 : 17 550
- 1990 : 16 838
- 1991 : 14 399
- 1992 : 18 300
- 1993 : 27 750
- 1994 : 37 200
- 1995 : 45 880
- 1996 : 74 612
- 1997 : 78 414
- 1998 : 96 928
- 1999 : 116 119
- 2000 : 134 160
- 2001 : 124 826
- 2002 : 128 902
- 2003 : 147 702
- 2004 : 173 193
- 2005 : 192 233
- 2006 : 233 556
- 2007 : 263 416
- 2008 : 290 700
- 2009 : 308 300
- 2010 : 350 900
- 2011 : 365 300
- 2012 : 351 000
- 2013 : 316 460
- 2014 : 315 866
- 2015 : 288 710
- 2017 : 259 900
- 2018 : 261 000 chiffre arrondi au million [13]
- 2019 : 263 000
- 2020 : 259 900

### Constructeurs
En 2014, les parts de marché mondial entre constructeurs de compatibles PC se répartissent ainsi (en milliers d'unités) :
- Lenovo (a racheté la branche PC d'IBM en 2005) : 59 446 (18,8 %)
- Hewlett-Packard (a racheté Compaq en 2002) : 55 286 (17,5 %)
- Dell : 40 487 (12,8 %)
- Acer : 24 914 (7,9 %)
- Asus : 22841 (7,2 %)
- autres : 112 890 (35,7 %)
  - Total : 315 866

En 2001, les parts de marché sont  :
- Dell : 13,3 %
- Compaq : 11,1 %
- Hewlett-Packard : 7,2 %
- IBM: 6,4 %
- NEC : 3,8 %
- autres : 58,1 %